# 速水隆成
速水 隆成（はやみず たかなり、1997年7月28日 - ）は、群馬県高崎市出身の元プロ野球選手（捕手）。右投右打。NPBでは育成選手であった。

## 来歴
水球選手を父として生まれる。桐生第一高等学校では2年生で一塁手として第86回選抜高等学校野球大会に出場した。3年生時の全国高等学校野球選手権群馬大会はベスト4で敗退した。
2015年11月28日のBCリーグドラフト会議で、群馬ダイヤモンドペガサスより地元枠で指名を受ける。高校卒業後に群馬に入団し、当初は内野手だったが捕手に転向する。これは内野手ではNPBに入れないという判断からだった。ウェイトトレーニングや食事の改善により20kg体重を増やした。選手登録上捕手となったのは2018年からで、同年より正捕手となる。2019年には捕手部門でリーグのベストナインに選出された。この年オフには清原和博らによる「ワールドトライアウト」に参加。これはNPBからのドラフト指名がなく、MLBマイナーに進めたらという思いによる参加だった。2020年はリーグ最高打率を記録して、中地区の首位打者を獲得し、NPBドラフトでの指名候補としてメディアに名を挙げられたが、この年も指名はなかった。同年シーズン終了後の11月に、リーグの打撃部門MVPに選出された。
2021年10月11日に行われたドラフト会議にて、北海道日本ハムファイターズから育成選手ドラフト2位で指名を受け、入団。背番号は122。9月には夫人との間に長男が誕生しており、入団会見では「生まれて3カ月の息子がいるので、ビッグボス（監督・新庄剛志の愛称）ならぬビッグパピーを目指します」と語った。
2022年3月5日の読売ジャイアンツとのオープン戦では4番打者として起用された。二軍公式戦には66試合出場し、5本塁打を打ち、14打点をあげるも打率は.190だった。10月4日、本人から現役引退を申し出て球団も承諾したと球団が発表した。
僅か1年での引退となったが、速水は「ドラフト指名後、1年勝負と覚悟を決めて、全力を尽くしました」「1年間やり抜いた結果、野球を引退して、家族とともに新たな道へ進みます」とコメントしている。

## 選手としての特徴・人物
長打力に加え、打率を残せる打撃が魅力の捕手。50m走のタイム6秒3、遠投100mを記録。
愛称は「みず」、「もこ」。

## 詳細情報

### 年度別打撃成績
- 一軍公式戦出場なし

### 独立リーグでの打撃成績
出典はリーグウェブサイトの年度別個人打撃成績。
| 年 度     | 球 団     | 試 合 | 打 席 | 打 数 | 得 点 | 安 打 | 二 塁 打 | 三 塁 打 | 本 塁 打 | 塁 打 | 打 点 | 盗 塁 | 盗 塁 死 | 犠 打 | 犠 飛 | 四 球 | 敬 遠 | 死 球 | 三 振 | 併 殺 打 | 打 率 | 出 塁 率 | 長 打 率 | O P S |
| --------- | --------- | ----- | ----- | ----- | ----- | ----- | -------- | -------- | -------- | ----- | ----- | ----- | -------- | ----- | ----- | ----- | ----- | ----- | ----- | -------- | ----- | -------- | -------- | ----- |
| 2016      | 群馬      | 43    | 109   | 102   | 8     | 19    | 4        | 0        | 0        | 23    | 6     | 0     | -        | 0     | 0     | 7     | -     | 0     | 17    | 5        | .186  | .239     | .225     | .464  |
| 2017      | 群馬      | 67    | 250   | 214   | 37    | 61    | 6        | 3        | 8        | 97    | 38    | 2     | -        | 0     | 2     | 30    | -     | 4     | 28    | 7        | .285  | .380     | .453     | .833  |
| 2018      | 群馬      | 70    | 299   | 264   | 49    | 90    | 13       | 2        | 15       | 152   | 59    | 1     | -        | 0     | 0     | 34    | -     | 1     | 38    | 10       | .341  | .418     | .576     | .994  |
| 2019      | 群馬      | 64    | 287   | 236   | 59    | 78    | 15       | 1        | 14       | 136   | 62    | 6     | 2        | 0     | 6     | 42    | -     | 3     | 53    | 4        | .331  | .429     | .576     | 1.005 |
| 2020      | 群馬      | 59    | 230   | 191   | 45    | 75    | 10       | 1        | 13       | 126   | 47    | 2     | 0        | 0     | 1     | 32    | -     | 6     | 52    | 6        | .393  | .491     | .660     | 1.151 |
| 2021      | 群馬      | 64    | 295   | 239   | 47    | 81    | 21       | 3        | 12       | 145   | 73    | 1     | 0        | 0     | 4     | 50    | -     | 2     | 55    | 2        | .339  | .451     | .607     | 1.058 |
| 通算：6年 | 通算：6年 | 367   | 1470  | 1246  | 245   | 404   | 69       | 10       | 62       | 679   | 285   | 12    | -        | 0     | 13    | 195   | -     | 16    | 243   | 34       | .324  | .418     | .545     | .963  |

- 各年度の太字はリーグ最高

### 背番号
- 24（2016年 - 2019年）
- 99（2020年 - 2021年）
- 122（2022年）